# 林亜欧
林 亜欧（はやし あおう、1972年5月24日 - ）は、日本の元キックボクサー。東京都出身。身長172cm、体重65kg。S.V.G所属。元全日本キックボクシング連盟ライト級王者。